# Вапуск (національний парк)
Національний парк «Вапуск» (англ. Wapusk National Park, фр. Parc national Wapusk) — національний парк Канади, заснований у 1996 році, на західному березі Гудзонової затоки — 45 км південніше від містечка Черчілл в Манітобі. Парк розташований на межі між двома природними зонами: тайгою зпівдня і тундрою зпівночі.
У перекладі з індіанської мови крі, вапуск означає «білий ведмідь». У парку захищаються Білий ведмідь і короткодзьобий бекас (лат. Limnodromus griseus).